# أنطونيو باتشيكو (لاعب كرة قدم)
أنطونيو باتشيكو (بالإسبانية: Antonio Pacheco D'Agosti) هو لاعب كرة قدم أوروغواياني في مركز الهجوم، ولد في 11 أبريل 1976 في مونتيفيديو في الأوروغواي. شارك مع منتخب الأوروغواي لكرة القدم. أما مع النوادي، فقد لعب مع إسبانيول وإنتر ميلان وبنيارول وجيمناسيا لابلاتا وديبورتيفو ألافيس ومونتيفيديو واندررز ونادي البسيط.

## وصلات خارجية
- أنطونيو باتشيكو (لاعب كرة قدم) على موقع الاتحاد الدولي (مؤرشف)  (الإنجليزية)
- أنطونيو باتشيكو (لاعب كرة قدم) على موقع قاعدة بيانات كرة القدم.إي يو (الإنجليزية)
- أنطونيو باتشيكو (لاعب كرة قدم) على موقع بيانات كرة القدم. دي إي (الألمانية)
- أنطونيو باتشيكو (لاعب كرة قدم) على موقع ناشيونال فوتبول تيمز (الإنجليزية)
- أنطونيو باتشيكو (لاعب كرة قدم) على موقع Soccerway.com (الإنجليزية)
- أنطونيو باتشيكو (لاعب كرة قدم) على موقع عالم كرة القدم.نت (الإنجليزية)